# Microcoelia globulosa
Microcoelia globulosa là một loài thực vật có hoa trong họ Lan. Loài này được (Hochst.) L.Jonss. mô tả khoa học đầu tiên năm 1981.